# Chleuastochoerus
Il cleuastochero (gen. Chleuastochoerus) è un mammifero artiodattilo estinto, appartenente ai suidi. Visse tra il Miocene superiore e il Pliocene inferiore (circa 9 - 5 milioni di anni fa) e i suoi resti fossili sono stati ritrovati in Asia.

## Descrizione
Questo animale, simile a un cinghiale, possedeva un cranio piuttosto diverso da quello di altri suidi miocenici. Il cranio era relativamente corto, dotato di un osso rostrale (ed è probabile che vi fossero muscoli rostrali notevolmente sviluppati). L'arcata zigomatica era relativamente robusta, dotata di un curioso scudo anteriore, ed era presente inoltre una regione ispessita sopra i canini, probabilmente a protezione degli stessi. La struttura della corona dei denti posteriori di Chleuastochoerus era relativamente semplice, anche se variava a seconda delle specie (più semplice in C. stehlini, più complicata in C. linxiaensis).

## Classificazione
I primi fossili di questo animale (denti isolati) furono ritrovati in terreni del Miocene superiore in Cina, e vennero descritti nel 1903 da Schlosser con il nome di Sus stehlini. Nel 1928 Pearson, studiando numerosi altro materiale proveniente dalla Cina nella collezione Lagrelius del museo di Uppsala, istituì il genere Chleuastochoerus, attribuendone anche i denti studiati da Schlosser. La specie tipo divenne quindi C. stehlini; un'altra specie cinese, C. linxiaensis, venne descritta nel 2014 e differisce dalla precedente per il cranio più allungato, i canini più compressi e i molari più specializzati. Una terza specie, C. tuvensis, proviene dalla Russia e sembra che si sia diramata dalle altre due specie al principio del Miocene superiore. Fossili di C. stehlini sono stati ritrovati anche in Vietnam, mentre altri resti attribuiti con qualche incertezza a questo genere risalgono al Pliocene inferiore.
Chleuastochoerus è un suide dalla posizione tassonomica discussa. Alcuni preferiscono considerarlo un membro basale (anche se tardivo) della sottofamiglia Hyotheriinae (Hou e Deng, 2014), altri lo pongono nella sottofamiglia Suinae (Vislobokova, 2009). L'incertezza di questa classificazione è dovuta alle caratteristiche dentarie piuttosto basali di Chleuastochoerus, che per alcuni versi sembrano richiamare gli arcaici e poco specializzati ioteriini, per altri versi assomigliano ai suini più basali.

## Paleobiologia
Uno studio operato da Hou e colleghi nel 2014 ha confrontato un cranio di Chleuastochoerus con quelli di alcuni suidi e pecari attuali. La presenza di un osso rostrale e di forti muscoli rostrali indica che Chleuastochoerus possedeva una notevole capacità di scavo, anche se la superficie occipitale relativamente stretta e la brevità del cranio potrebbero aver limitato la gamma di movimento. La piastra pre-zigomatica e l'ispessimento osseo sopra i canini potrebbero aver giocato un ruolo nella protezione del cranio e dei canini durante l'attività di scavo. I massicci muscoli masticatori, ricostruiti grazie al parietale ben sviluppato e alla presenza di notevoli creste zigomatiche, avrebbero permesso alla bocca di chiudersi rapidamente e avrebbero contribuito a spostare la mandibola sia longitudinalmente che lateralmente. 
La configurazione del giunto cranio-mandibolare e la sua posizione relativamente elevata mostrano chiaramente che Chleuastochoerus era in grado attuare di movimenti atti alla frantumazione e alla macinazione durante la masticazione. La struttura relativamente semplice delle superfici dei denti suggerisce che il cibo di Chleuastochoerus potrebbe essere stato più tenero di quello dei suidi attuali. Si ritiene che la dieta di Chleuastochoerus fosse una via di mezzo tra quella dei suidi di foresta e quella dei suidi che vivono in zone più aperte. L'habitat di Chleuastochoerus doveva essere al limitare di foreste relativamente umide o in aree di steppa aperta nelle vicinanze (Hou et al., 2014).